# Irmgard von Faber du Faur
Irmgard von Faber du Faur (späterer Name: Irmgard Mannheimer, * 4. Juli 1894 in München; † 23. Januar 1955 in Zürich) war eine deutsche Schriftstellerin.

## Leben
Irmgard von Faber du Faur ist eine Tochter von Hans von Faber du Faur und über ihre Mutter Sophie von Ranke (1864–1917) eine Enkelin von Heinrich Ranke. Ihre Zwillingsschwester ist die Malerin Armgard von Faber du Faur. Sie wuchs in München und Paris auf. Sie absolvierte eine Lehrerausbildung in Genf, Zürich und Berlin und wirkte anschließend als Lehrerin und Erzieherin in Landschulheimen. Sie war Mitarbeiterin der Kinderstunde des Münchner und Berliner Rundfunks und schrieb Beiträge für Kinderzeitschriften. 1930 heiratete sie den Theologen Franz Mannheimer. Nach der nationalsozialistischen Machtergreifung im Jahre 1933 emigrierte das Ehepaar in die Schweiz; ab 1936 lebte es in Rüschlikon bei Zürich.
Irmgard von Faber du Faurs literarisches Werk umfasst Erzählungen, Märchen, Theaterstücke und Hörspiele; daneben sammelte sie Kinderverse, die sie 1951 in der Anthologie Kinderreime der Welt veröffentlichte.
Der Nachlass Irmgard von Faber du Faur befindet sich seit 2022 im Schweizerischen Literaturarchiv.

## Werke
- Kind und Welt, Kiel 1929
- Ein Tag des kleinen Tom, Frankfurt a. M. 1933
- Die Kinderarche, Aarau 1935
- Die Pilgerkinder, Zollikon-Zürich 1940
- Geschwister, Zürich 1942
- Die rote Mütze, Zürich 1949 (Illustr. v. Hanny Fries; 3. A. 1959)
- Die große Reise, Zürich 1953
- Maria Aegyptiaca, Kassel [u. a.] 1953 (zusammen mit Ina Lohr)
- Häsleins Abenteuer, Egg/Zürich 1965

## Herausgeberschaft
- Kinderreime der Welt, gesammelt und übertragen von Irmgard von Faber du Faur, Müller & Kiepenheuer, Bergen 1951
- Von Arab und andern Pferden, Zürich 1952